# Thießen

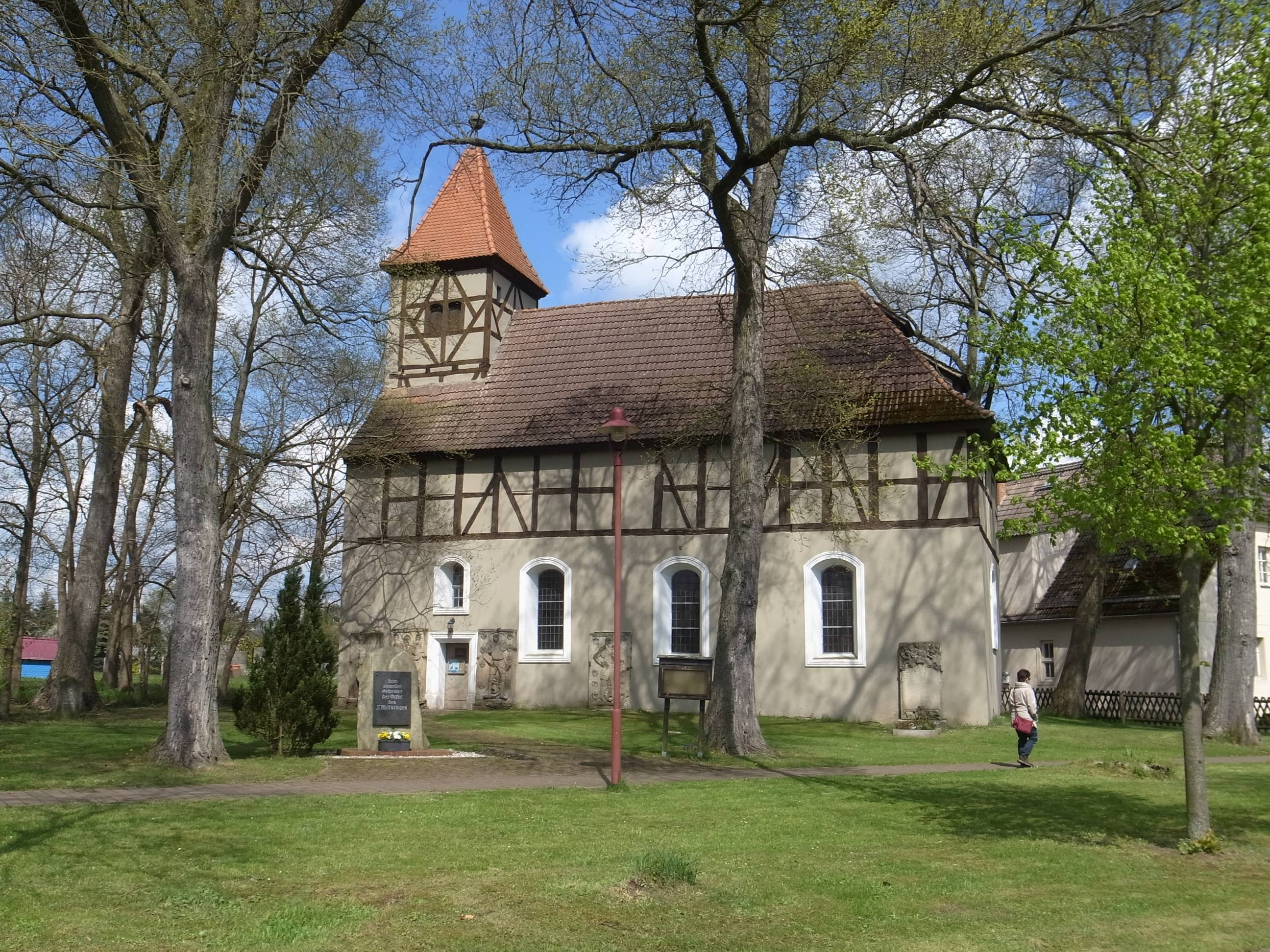
Feldsteinkirche St. Pauli

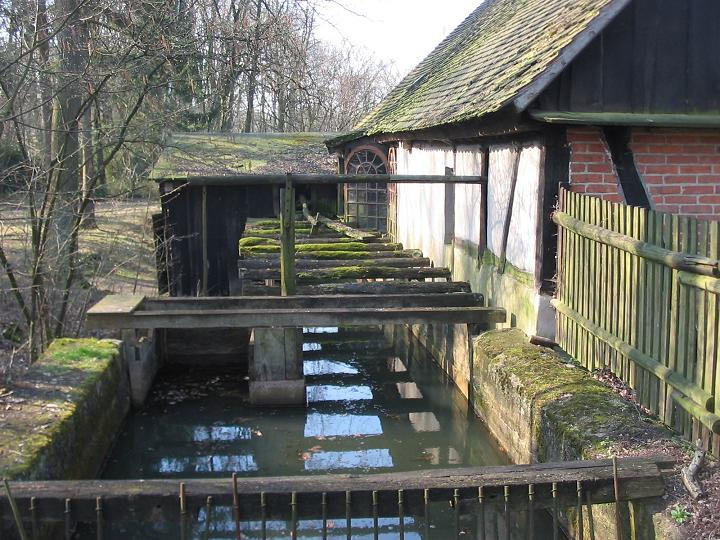
Kupferhammer Thießen

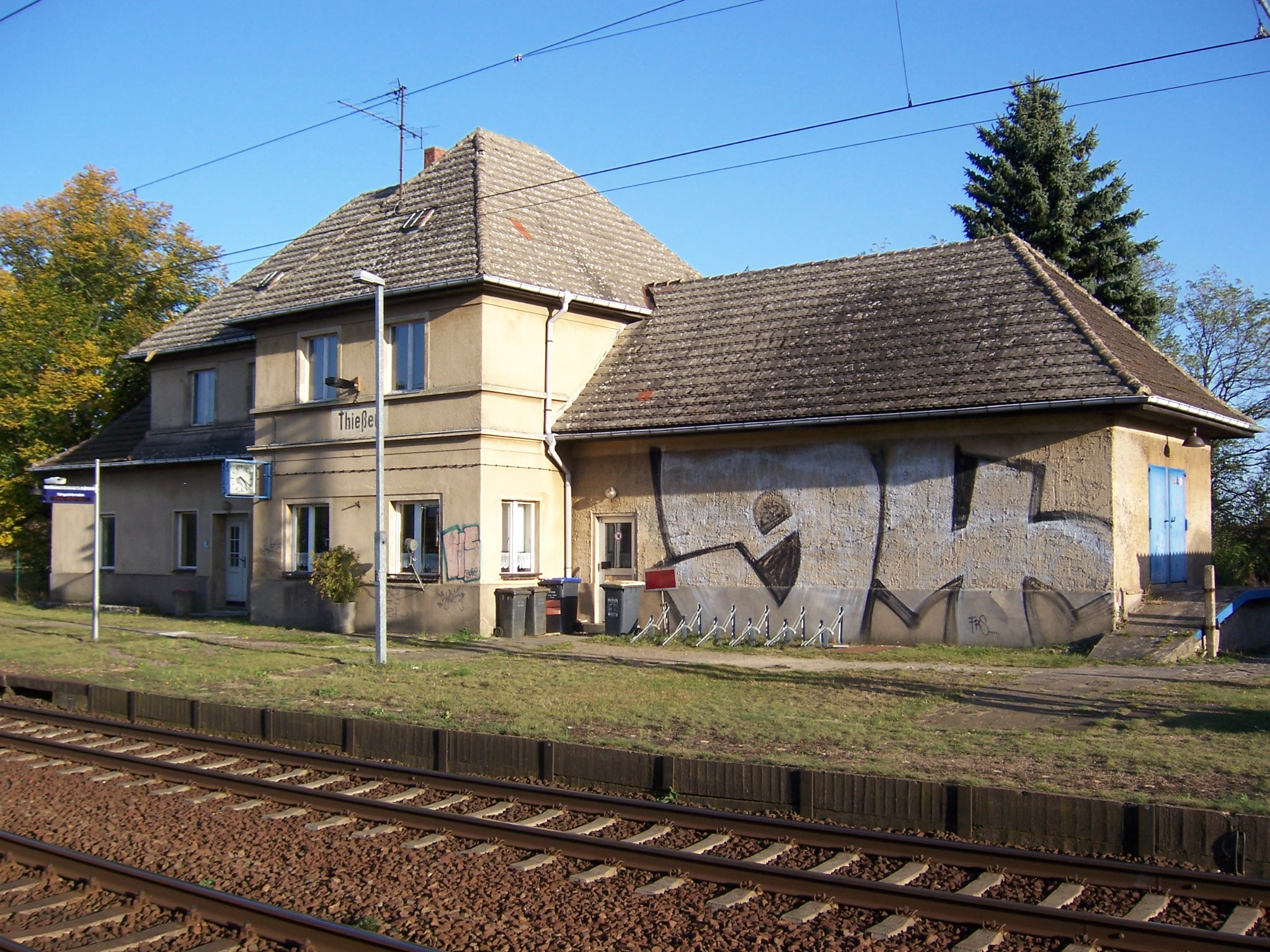
Bahnhof Thießen

Thießen ist seit dem 1. September 2010 ein Ortsteil der Stadt Coswig (Anhalt) im Landkreis Wittenberg in Sachsen-Anhalt, Deutschland. Am 30. Juni 2010 lebten 669 Einwohner in Thießen.

## Geografie
Die Ortschaft Thießen am Südwestrand des Flämings liegt im Tal der Rossel. Dieser kleine Fluss mündet ca. 10 km südlich von Thießen in die Elbe. Die Umgebung ist sehr waldreich, der Möllelberg westlich von Thießen erreicht 109 m ü. NN.
Zu Thießen gehören die Ortsteile Luko, Kupferhammer und Thießener Mühle.

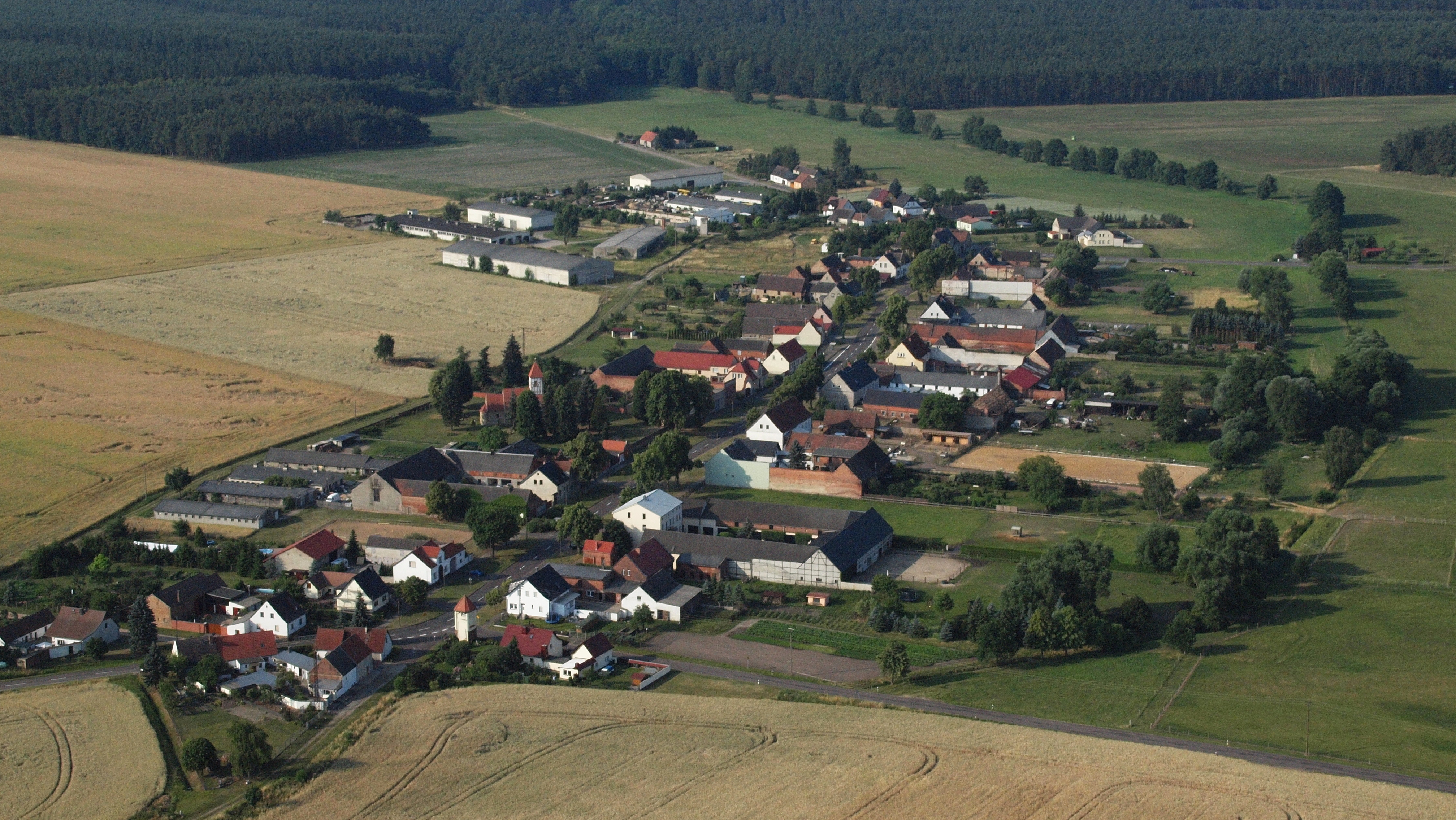
Thießen-Luko, Luftaufnahme (2015)

## Politik
Der letzte Bürgermeister der Gemeinde war Günther Lutze. Durch die Wahlen im Juni 2024 würde Günther Lutze abgesetzt und Heiko Bittner als neuer Bürgermeister in das Amt gewählt.

### Wappen
Das Wappen wurde am 9. Mai 2003 durch das Regierungspräsidium Dessau genehmigt.
Blasonierung: „Geviert von Blau und Silber; Feld 1 eine silberne Forelle, Feld 2 und 3 ein roter abgerissener Löwenkopf, Feld 4 ein silbernes Mühlrad.“
Die Farben sind Silber (Weiß) - Blau.

## Kultur und Sehenswürdigkeiten

### Kupferhammer
Der Kupferhammer Thießen ist ein technisches Denkmal und der einzige Kupferhammer Sachsen-Anhalts. Er liegt in einem etwa 1 ha großen Park. Die Rossel, die durch die Grünanlage fließt, wird oberhalb der Hammeranlage zu einem Teich gestaut, der teilweise frei abfließt, gleichzeitig aber auch zum Antrieb der Wasserräder genutzt wird.

#### Geschichte
Im Jahr 1603 wurde der Kupferhammer erstmals nachweislich erwähnt und ist somit mehr als 400 Jahre alt. Um das Jahr 1647 arbeiteten die beiden Kupferschmiede Hans Pulle und Theophil Rauer am Kupferhammer. Ob der mit der erstmaligen Erwähnung des Kupferhammers in Verbindung gebrachte Kupferschmiedegeselle „Salomon“ bereits 1603 dort arbeitete, ist nicht sicher belegt. Durch den Bau mehrerer Gebäude wuchs die Anlage zu einem Vierseitenhof heran, der 1958 in seiner Gesamtheit unter Denkmalschutz gestellt wurde.
Bis 1960 wurden im Kupferhammer verschiedene Geräte wie Waschkessel und Destilliergeräte hergestellt und die Arbeit wurde erst 1974 völlig eingestellt. 1983 begann man mit der vollständigen Renovierung und Konservierung des Kupferhammers. So konnte die Anlage nach mehreren Jahren in ihrer heutigen Form hergestellt werden.
Heute bietet der Kupferhammer Thießen eine technische Schauanlage, die einen Einblick in das handwerkliche Können und die technischen Möglichkeiten des 17. Jahrhunderts liefert. Außerdem befindet sich in einem der Gebäude ein Café und in einem anderen eine kleine Ausstellung alter technischer Geräte.

#### Technisches
Eine Wassermühle an der Rossel treibt zwei Mühlräder, ein mittelschlächtiges für das Hammerwerk und ein oberschlächtiges für das zugehörige Gebläse, an.
Das mittelschlächtig betriebene Wasserrad bewegt eine große hölzerne Welle, auf der sich zwei Nockenringe befinden. Diese heben den kippbar gelagerten Hebelarm etwa 40 cm an, an dem der eigentliche Hammer befestigt ist. Durch das Eigengewicht von mehreren Zentnern fällt der Hammer zurück auf den Amboss. Dieser Aufschlag wird zur Bearbeitung des Kupfers genutzt.
Durch die Regelung der Wasserzufuhr kann die Drehbewegung der Welle und damit die Frequenz des Hammerschlags beeinflusst werden, maximal können 120 Schläge pro Minute erreicht werden.

## Verkehrsanbindung
Thießen liegt an der Straßenverbindung von Dessau-Roßlau nach Wiesenburg/Mark in Brandenburg. Die Bundesstraße 187a von Zerbst nach Coswig (Anhalt) führt durch den Nachbarort Hundeluft. Die Anschlussstellen Köselitz und Coswig der Bundesautobahn 9 (Berlin–München) sind rund 20 Kilometer entfernt.
Thießen besaß einen Haltepunkt an der Bahnstrecke Wiesenburg–Roßlau (Linie Berlin–Dessau). Dieser wird seit dem 9. Dezember 2012 nicht mehr bedient.